# Tlogopatut
Tlogopatut is een bestuurslaag in het regentschap Gresik van de provincie Oost-Java, Indonesië. Tlogopatut telt 2795 inwoners (volkstelling 2010).